# Marvin Seidel
Marvin Seidel (Dudweiler, 9 de noviembre de 1995) es un deportista alemán que compite en bádminton, en la modalidad de dobles.
Ganó dos medallas en el Campeonato Europeo de Bádminton, oro en 2022 y plata en 2021.

## Palmarés internacional
| Campeonato Europeo | Campeonato Europeo | Campeonato Europeo | Campeonato Europeo |
| Año                | Lugar              | Medalla            | Prueba             |
| ------------------ | ------------------ | ------------------ | ------------------ |
| 2021               | Kiev (Ucrania)     | Medalla de plata   | Dobles             |
| 2022               | Madrid (España)    | Medalla de oro     | Dobles             |